# Werner Schepp
Werner Schepp (* 4. August 1958 in Kirchen (Sieg)) ist ein deutscher Kirchenmusiker und Hochschullehrer.

## Leben
Schepp studierte von 1977 bis 1982 Katholische Kirchenmusik an der Robert Schumann Hochschule Düsseldorf (A-Examen). Er ergänzte seine Ausbildung durch ein Aufbaustudium bei Hans-Dieter Möller, welches er mit dem Konzertexamen abschloss. 1985 bis 1991 wirkte er als Kantor an St. Michael in Duisburg. 1991 wurde er an die ehemalige Klosterkirche St. Mariä Himmelfahrt in Mülheim an der Ruhr berufen. 
Seit 1999 lehrt er an der Folkwang-Hochschule die Fächer Kinderchor, Orgelbau und Orgelkunde. 2007 wurde er zum Professor für Chorleitung an die Folkwang Universität berufen, wo er auch Dekan des Fachbereiches 2 war. Werner Schepp war seit 1996 für das Bistum Essen mehrere Jahre auch als Orgelsachverständiger tätig. Weitere Lehrtätigkeiten führten ihn an die Bundesakademien in Trossingen und Wolfenbüttel sowie an die Kirchenmusikakademie Schlüchtern.

## Veröffentlichungen (Auswahl)
- „Kinderchorleitung.“ In: „Basiswissen Kirchenmusik.“  Carus-Verlag, Stuttgart 2009, ISBN 978-3-89948-111-2

## Auszeichnungen
- 2000: Ruhrpreis für Kunst und Wissenschaft